# Zenereffect
Het zenereffect, genoemd naar de ontdekker Clarence Melvin Zener, een Amerikaanse natuurkundige, is het verschijnsel dat in een zwaar gedoteerde pn-overgang, aangesloten in de sperrichting, bij voldoende hoge spanning toch geleiding door vrije ladingsdragers plaatsvindt. Deze geleiding is het gevolg van het tunneleffect. De drempelspanning waarboven dit effect optreedt, wordt zenerspanning genoemd. Het zenereffect vindt toepassing in zenerdiodes.
Elke pn-overgang zal gaan geleiden in de sperrichting, als de spanning maar groot genoeg wordt, groter dan de doorslagspanning: de diode 'slaat door'. Dit is echter niet omkeerbaar en een gewone diode raakt hierdoor defect. Men noemt dit het lawine-effect. Het lawine-effect is dominant bij een spanning van meer dan 6 volt en heeft een positieve temperatuurcoëfficiënt
Bij het zenereffect is geleiding in de sperrichting het gevolg van het tunneleffect of een combinatie daarvan met het lawine-effect. Het tunneleffect (negatieve temperatuurcoëfficiënt) is dominant bij spanningen lager dan 5 volt. Zenerdiodes met een zenerspanning tussen de 5 en 6 volt (5,6 volt) hebben een beperkte temperatuurafhankelijkheid, door de combinatie van de negatieve temperatuurcoëfficiënt en de positieve van het lawine-effect.
Het tunneleffect wordt mogelijk gemaakt door de verschuiving van de energiebanden in de p- en n-zone als gevolg van de zware dotering. Daardoor hebben de onbezette toestanden in de geleidingsband dezelfde energie als de bezette toestanden in de valentieband, zodat vrije ladingsdragers zonder energieopname met een zekere waarschijnlijkheid van de valentieband naar de geleidingsband kunnen overgaan.